# Naoya Tamura
Naoya Tamura (jap. 田村 直也 Tamura Naoya; ur. 20 listopada 1984) – japoński piłkarz występujący na pozycji pomocnika. Obecnie występuje w Tokyo Verdy.

## Kariera klubowa
Od 2007 roku występował w klubach Vegalta Sendai i Tokyo Verdy.